# Lovers Rock (Sade)
Lovers Rock è il quinto un album dei Sade pubblicato nel 2000 dalla Epic Records che ha vinto il Grammy Award per Best Pop Vocal Album e raggiunto la prima posizione in classifica in Polonia, la seconda in Svezia, la terza nella Billboard 200, la quarta in Germania, Francia ed Italia, la quinta in Austria e Norvegia, la sesta in Svizzera, l'ottava in Ungheria e la nona in Finlandia.

## Tracce
1. "By Your Side" (Sade Adu, Andrew Hale, Stuart Matthewman, Paul S. Denman) – 4:34
2. "Flow" (Adu, Hale, Matthewman, Denman) – 4:34
3. "King of Sorrow" (Adu, Hale, Matthewman, Denman) – 4:53
4. "Somebody Already Broke My Heart" (Adu, Hale, Matthewman, Denman) – 5:01
5. "All About Our Love" (Adu, Hale, Matthewman, Denman) – 2:40
6. "Slave Song" (Adu, Hale, Matthewman, Denman) – 4:12
7. "The Sweetest Gift" (Adu, Hale, Matthewman, Denman) – 2:18
8. "Every Word" (Adu, Hale, Matthewman, Denman) – 4:04
9. "Immigrant" (Adu, Janusz Podrazik) – 3:48
10. "Lovers Rock" (Adu, Hale, Matthewman, Denman) – 4:13
11. "It's Only Love That Gets You Through" (Adu, Podrazik) – 3:53

## Formazione
- Sade Adu – voce
- Andrew Hale – tastiere
- Stuart Matthewman – chitarra, sassofono
- Paul S. Denman – basso